# یواس‌اس بارتون (دی‌دی-۵۹۹)
یواس‌اس بارتون (دی‌دی-۵۹۹) (به انگلیسی: USS Barton (DD-599)) یک ناوشکن کلاس بنسان در نیروی دریایی ایالات متحده آمریکا و در طول جنگ جهانی دوم مورد استفاده گردید.که طول آن ۳۴۷ فوت ۹ اینچ (۱۰۵٫۹۹ متر) می‌باشد. این کشتی در سال ۱۹۴۲ و  اولین کشتی بود که به نام دریاسالار جان کندی بارتون نامگذاری شد.